# Batavia Air
Batavia Air (mã IATA = 7P, mã ICAO = BTV) là hãng hàng không của Indonesia, trụ sở ở Jakarta. Hãng có căn cứ ở Sân bay quốc tế Soekarno-Hatta. Batavia Air do Công ty PT Metro Batavia làm chủ và hiện có các tuyến đường quốc nội cùng vài tuyến quốc tế. Theo tuần báo "Air & Cosmos" của Pháp ngày 9.11.2007 thì Batavia Air chiếm gần 12% thị phần quốc nội.

## Lịch sử
Batavia Air được thành lập và bắt đầu hoạt động từ tháng 1 năm 2002. Chuyến bay đầu tiên của hãng là chuyến bay quốc nội giữa Jakarta và Pontianak bằng máy bay Fokker F27 thuê cả phi hành đoàn của hãng Sempati.
Tháng 3 năm 2007 Bộ Vận tải Indonesia - do sức ép chính trị về an toàn hàng không - đã cảnh báo là có thể đóng cửa 7 hãng hàng không của Indonesia, trừ phi các hãng này cải thiện vấn đế an toàn trong vòng 3 tháng. Bộ cũng đã phân loại các hãng hàng không của Indonesia thành 3 nhóm (về an toàn) và Batavia Air nằm trong nhóm thứ ba.
Tuy nhiên từ cuối tháng 6/2007, mọi hãng hàng không của Indonesia đều bị đưa vào Danh sách các hãng hàng không bị cấm ở Liên minh châu Âu.

## Các nơi đến

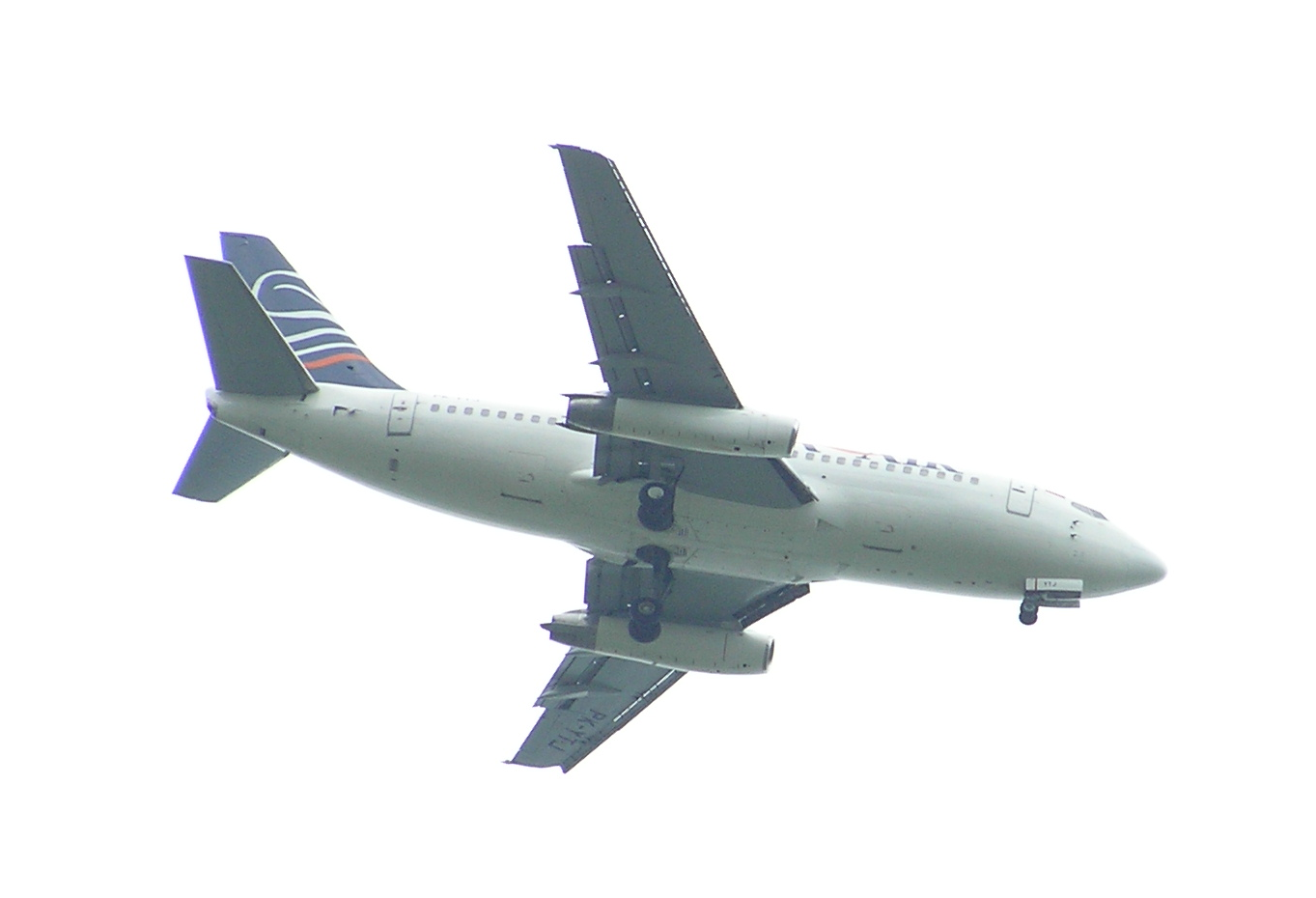
Máy bay Boeing 737-200 của Batavia Air gần Sân bay quốc tế Adisucipto

(tháng 6/2008):
- Indonesia

- Ambon
- Bali
- Balikpapan
- Banjarmasin
- Batam
- Bengkulu
- Denpasar
- Jakarta
- Jambi
- Jayapura
- Kendari
- Kupang
- Manado
- Manokwari
- Mataram
- Medan
- Padang
- Palangkaraya
- Palembang
- Palu
- Pangkalpinang
- Pekanbaru
- Pontianak
- Semarang
- Samarinda
- Surabaya
- Tanjung Pandan
- Tarakan
- Ujung Pandang
- Yogyakarta

- Trung Quốc

- Quảng Châu

- Malaysia

- Kuching

## Đội máy bay
(Tháng 2/2008):
- 2 Airbus A319-100
- 2 Airbus A320-200
- 6 Boeing 737-200
- 16 Boeing 737-300
- 4 Boeing 737-400
- 1 Fokker F28